# Économie ouverte
Une économie ouverte est un système économique qui permet des échanges économiques avec des systèmes économiques étrangers, et ce de manière libre. L'économie est d'autant plus ouverte qu'il est aisé pour un agent économique étranger d'y investir ou de commercer avec, et vice versa.

## Concept
Les économies ouvertes permettent le commerce international avec des droits de douane minimaux afin d'inciter aux échanges économiques. Ces échanges et interactions entre les systèmes économiques y sont libres. Les économies ouvertes ont souvent une part importante de leur produit intérieur brut produite par des investissements étrangers. L'ouverture économique est généralement le fruit de politiques publiques visant une libéralisation économique.
L'ouverture de l'économie permet à la société civile d'établir des liens avec les sociétés civiles des autres pays, et ainsi de créer des interrelations commerciales. Le phénomène n'est pas récent, et Norbert Elias montre, dans Sur le processus de civilisation, comment l'ouverture des économies sur d'autres a permis de pacifier les mœurs.
La mondialisation, et sa composante économique qu'est la mondialisation économique, ont permis une augmentation du taux d'ouverture des principales économies. Ce taux permet d'estimer la place des économies étrangères dans l'économie nationale. L'ouverture est toutefois à double tranchant, car elle réduit le montant du multiplicateur de la dépense publique.
L'ouverture d'une économie est empiriquement favorable à sa croissance économique. Elle pose toutefois des défis liés à la régulation.
Par opposition, une économie fermée est une économie qui vit en autarcie, c'est-à-dire où il pas d'échanges avec l'extérieur, ou très peu.

## Modélisation économique
Les modèles en économie tiennent compte de l'ouverture ou de la fermeture d'une économie. Pendant longtemps, et jusqu'à ce jour, beaucoup des modèles économiques ont été construits dans le cadre d'une économie fermée, afin de les simplifier et de faciliter les calculs.
John Maynard Keynes décrit, dans sa Théorie générale de l'emploi, de l'intérêt et de la monnaie, un système économique principalement fermé,. Par la suite, les économistes de la Nouvelle économie keynésienne ont, notamment, cherché à rendre ouverte l'économie théorisée par la synthèse néoclassique.

## Exemples
Par exemple, la France est aujourd'hui une économie largement ouverte. Ses échanges se font principalement avec les autres pays de l'Union européenne. En 2005, les importations représentent 54 % de la consommation de biens manufacturés.
Historiquement, le Bloc de l'Est ne s'est pas en réalité comporté complètement en économie fermée, commerçant pour certains produits (agricoles, etc.) avec le monde extérieur.